# @rtus
Artus (Eigenschreibweise der Behörden: @rtus) ist eine Software zur Dokumentation des polizeilichen Handelns und zur Verwaltung der Daten polizeilich relevanter Ereignisse. Sie wird als Vorgangsbearbeitungssystem (VBS) von mehreren Polizeibehörden in Deutschland genutzt. Sie verarbeitet die erhobenen Daten durch systematische Eingabe, Verwaltung und Analyse. Derzeit (2024) wird die Software durch die Bundespolizei und die Polizei der Länder Schleswig-Holstein, Bremen und Sachsen-Anhalt genutzt. Weitere Länder beabsichtigen im Rahmen des Bund-Länder-Programms „Polizei 20/20“ deren Einführung mit der langfristigen Zielrichtung eines einheitlichen Vorgangsbearbeitungssystems der deutschen Polizeibehörden.

## Funktionsumfang
(Quelle: Ministerium für Inneres und Sport des Landes Sachsen-Anhalt)
- mehr als 200 ausfüllbare Formulare
- elektronisches Freiheitsentziehungsbuch
- Anwendungen für Mobilgeräte